# Трендафил Розов
Трендафил Христов Розов е български политик от първата половина на ХХ век, деец на БРСДП и БКП. Развива публицистична дейност под псевдонима Страж. Баща на Димитър Розов - ремсист и конспиратор с доживотна присъда от 1942.

## Биография
Трендафил Розов е роден на 11 март 1883 в Ески Джумая. Завършва Разградската гимназия, а след това и право през 1911 г. във Фрибур, Швейцария. Започва работа като адвокат в Разград, където организира профсъюзното движение на учителите в града и околията. Допринася за консолидацията на БРСДП (тесни социалисти), води беседи и публикува статии срещу политическите си противници широки социалисти. На 11 март 1912 г. Трендафил Розов е избран за работнически представител в Комитета по труда и работната заплата в Разград. През 1914 г. Розов е избран за секретар на Околийския комитет на БКП във Враца, който ръководи до 1920 г. с прекъсване по време на мобилизацията си в Първата световна война.
От 1920 г. е секретар на околийското и градско ръководство на БРСДП (т.с.) в Разград. Организацията издава и разпространява пет свои вестника. На 12 септември 1920 се провежда първата околийска конференция на партията, в която участват петдесет делегати от Разградка околия. Месец по-късно крилото на широките социалисти в Разград се приобщава към БКП, а Розов насочва дейността си срещу представителите на Бялото движение в България.
По време на Деветоюнския преврат БКП обявява неутралитет, но след това Трендафил Розов става един от ръководителите на военната организация на БКП и организира подготовката на Септемврийското въстание в Разградско. Арестуван е за първи път на 12 септември 1923 г. и отново след излизането на БКП в нелегалност.
Умира в София на 9 юли 1930 г., когато по време на митинг е убит от полицейски агент. Според други източници Трендафил Розов умира на 9 юли 1930 г. след злополука.
На 2 септември 1969 г. е обявен за почетен гражданин на Разград по повод 25-тата годишнина от 9 септември 1944 г.